# Vlasta Kocmanová
Vlasta Kocmanová (* 18. října 1940, Přerov nad Labem) je česká básnířka. 

## Život
Vyrůstala v rodině řídícího učitele ve svém rodišti. V roce 1957 maturovala na Jedenáctileté střední škole v Českém Brodě. Následovalo jednoroční studium na Zdravotnické škole v Praze, obor dětská sestra. Později si rozšířila vzdělání tříletým dálkovým studiem na Střední škole sociálně právní v Praze.
Nejprve pracovala v nemocnici v Teplicích, od roku 1962 na různých zdravotnických pracovištích v Praze. V letech 1980–1987 ve Fakultní nemocnici v Praze 10, následně v Institutu hygieny a epidemiologie (Státní zdravotní ústav). Od roku 1995 je v důchodu. Dlouholetý zájem o poezii vyústil ve vlastní tvorbu bez ambice na její publikování. Začala psát pohádky a rýmované básničky pro své děti, později pro vnoučata. Pro českou literaturu ji objevil editor a nakladatel Vojtěch Kemenny, který připravil k tisku její prvotinu Hrátky se zvířátky. Debutovala v 82 letech.

## Dílo
- Hrátky se zvířátky. Praha: Theatrum mundi, 2023. ISBN 978-80-908842-0-5.